# Oskar Janusz Królikowski

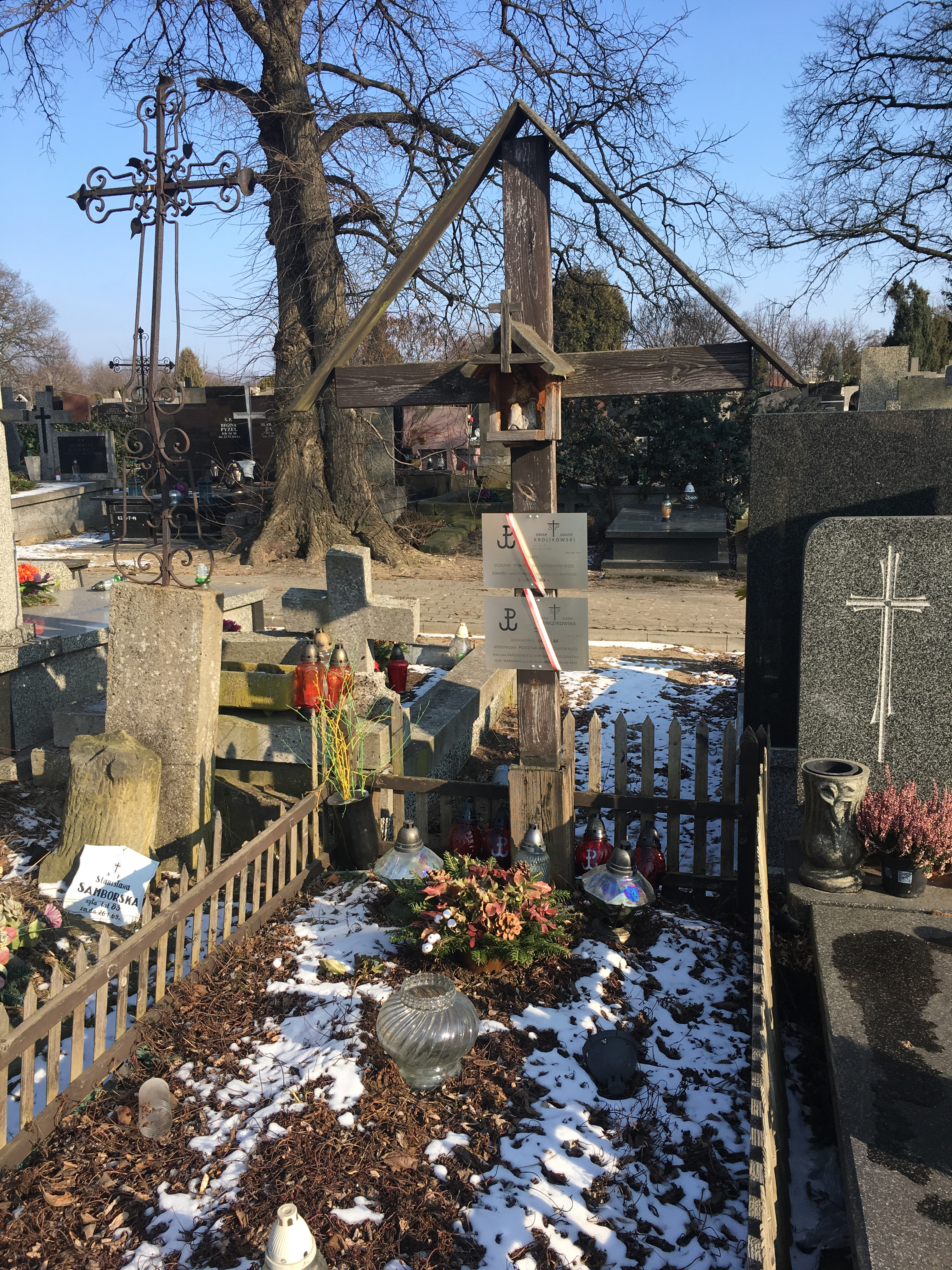
Grób Oskara Janusza Królikowskiego na cmentarzu Bródnowskim w Warszawie (kwatera 64H-II-10)

Oskar Janusz Królikowski ps. Zawadzki (ur. 15 listopada 1927 w Rykach, zm. 22 sierpnia 1997 w Warszawa) – polski grafik, działacz harcerski.

## Życiorys
Syn Mariana i Czesławy z domu Malawek. W 1938 ZHP, we wrześniu 1942 po złożeniu przysięgi został przyjęty do 2 Harcerskiego batalionu artylerii przeciwlotniczej „Żbik” przy V Obwodzie (Mokotów) Warszawskiego Okręgu Armii Krajowej 3 Rejonu, dywizjonie artylerii przeciwlotniczej. Wiosną 1944 otrzymał od drużynowego Piotra Osińskiego ps. „Kaczanowski” rozkaz zorganizowania zastępu w Sulejówku, w którego skład wchodziło 10–12 chłopców. Po przeprowadzeniu szkolenia harcerskiego prowadził obserwację transportów wojskowych przejeżdżających przez Rembertów i Sulejówek, sporządzał raporty, które przekazywał Piotrowi Osińskiemu. 
Podczas powstania warszawskiego walczył jako strzelec–bombardier w II plutonie 2 Harcerskiej baterii artylerii przeciwlotniczej „Żbik”, używał pseudonimu „Zawadzki”, został ranny, otrzymał postrzał w lewą łopatkę. Po kapitulacji dostał się do niewoli, początkowo w obozie jenieckim w Lamsdorf Stalag VIII B (nr jeniecki 104934), 23 grudnia 1944 został przetransportowany do Stalagu III A w Luckenwalde,  a następnie został wysłany do jenieckiego oddziału roboczego "Arbeitskommando" w Cottbus. Po zakończeniu wojny zamieszkał w Pruszkowie, gdzie był przybocznym drużyny przy Szkole Podstawowej nr 1. W 1947 przeprowadził się do Bolesławca, gdzie uczył się w Gimnazjum i Liceum Samorządowym, prowadził tam założoną przez siebie drużynę harcerską, która podlegała hufcowi w Lwówku Śląskim. W 1948 został powołany do wojska i zakończył czynną działalność harcerską posiadając stopień Harcerza Orlego. Ukończył studia plastyczne i pracował jako artysta grafik.

## Odznaczenia
- Srebrny Krzyż Zasługi (1982),
- Krzyż Armii Krajowej (1969),
- Krzyż Partyzancki (1982),
- Medal Zwycięstwa i Wolności 1945 (1971),
- Medal za Warszawę 1939-1945 (1971),
- Warszawski Krzyż Powstańczy (1996),
- Odznaka Weterana Walk o Niepodległość (1995),
- Odznaka Pamiątkowa Akcji „Burza”,
- Krzyż za Zasługi dla ZHP (1989),
- Odznaka Grunwaldzka (1970),
- Odznaka Pamiątkowa „Syn Pułku” (1989),
- Odznaka Pamiątkowa Środowiska „Żbik” (1992).